# Marcelo Díaz
Marcelo Alfonso Díaz Rojas (Padre Hurtado, 30 de dezembro de 1986) é um futebolista chileno que atua como lateral-direito ou volante. Atualmente, está no Universidad de Chile e pela Seleção Chilena.
Em 2005 estreou no Campeonato Chileno pela Universidad de Chile, clube onde permaneceu por cinco anos, no qual ele venceu o Torneio Apertura de 2009. Após ter atuado por empréstimo durante um ano na Deportes La Serena, voltou a La U, participando do primeiro título internacional da história do clube, a Copa Sul-Americana de 2011 e também o primeiro tricampeonato nacional. Foi vendido em meados de 2012 ao Basel, conquistando duas edições consecutivas da Super Liga Suíça. No inverno de 2015 acertou com o Hamburgo, marcando um gol numa cobrança de falta no último jogo da temporada que evitou o rebaixamento do Rothosen. O cube alemão o homenageou com duas camisetas comemorativas por causa desse gol.
Com a Seleção Chilena conseguiu o primeiro título da história do combinado, a Copa América 2015, fazendo parte da equipe ideal da competição.

## Carreira

### Universidad de Chile
Formado pela Universidad de Chile, Marcelo Díaz passou por todas as categorias de base do clube. Foi promovido ao time profissional em 2004, sendo citado em 3 partidas e não estreando em nenhuma delas.
Sua estreia profissional com a camisa da La U só foi acontecer no Apertura de 2005, na derrota por 3 a 2 para o Everton. Marcelo jogou em 4 partidas do campeonato daquele ano em que o Ballet Azul acabou sendo eliminado nas quartas de final dos play-offs pela Unión Española. Foi inscrito na Copa Libertadores da América de 2005, onde a Universidad chegou as oitavas de final. Díaz não chegou a entrar em campo nesta competição.
Durante o ano de 2006, Díaz começou a jogar com mais regularidade no profissional dos Azules. No Apertura atuou em 10 partidas e sua equipe chegou a final, porém acabaram caindo para o Colo-Colo na disputa por pênaltis. No Clausura do mesmo ano, Díaz se consolidou como titular, atuando em 19 partidas, onde foram eliminados pelo Cobreloa nas quartas de final.
Após um Apertura de 2007 irregular, com o Romántico Viajero terminando em décimo terceiro lugar, no Clausura Díaz disputou 21 jogos e a Universidad chegou as semifinais, sendo eliminado pelo Colo-Colo. No Apertura de 2008, Díaz marcou seu primeiro gol como profissional, na derrota por 3 a 2 para o Huachipato, em 23 de março. Nesse mesmo torneio, a La U foi eliminada na semifinal pelo Everton, equipe que se tornaria o campeão. Não disputou partidas no Clausura de 2008, jogando somente uma partida pela Copa Chile de 2008.
Ele marcou o gol da vitória sobre o Pachuca por 1 a 0, na primeira fase da Copa Libertadores da América de 2009. Chegaram até as oitavas de final dessa Libertadores, sendo eliminados pelo Cruzeiro. Em 7 de julho do mesmo ano, se sagrou campeão do Apertura, após o León vencer por 1 a 0 a Unión Española.  Díaz teve uma participação regular nesse vitorioso campeonato, jogando 12 partidas. Com a chegada de Gerardo Pelusso como novo treinador da La U em 2010, Díaz retornou para a sua habitual posição, a lateral-direita, onde não jogava desde 2006. De volta a lateral, jogou apenas 5 partidas no Campeonato Nacional de 2010 e 2 na Copa Libertadores do mesmo ano.

### Deportes La Serena
Chegou na Deportes La Serena, em 2010, por empréstimo. Marcou seu primeiro gol pelos Granates em seu terceiro jogo, contra o Audax Italiano. Em 3 de outubro, Díaz marcou 2 gols no empate com o Everton, sendo expulso após tomar o segundo amarelo.

### Retorno a Universidad de Chile
Para a temporada de 2011 ele seria emprestado novamente, desta vez ao Huachipato, mas o novo treinador Jorge Sampaoli, vetou, dizendo que contaria com ele para a temporada.

### Basel
Em maio de 2012, foi vendido para o Basel, da Suíça, por 3,4 milhões de euros. Porém, só no final desse mesmo mês o clube suíço confirmou oficialmente a transferência do jogador, com contrato de quatro anos. Em seu site oficial, explicou que o volante se juntaria ao clube após o término de sua participação na Copa Libertadores e no Torneo Apertura. Pelo FCB foram 99 partidas, marcando 13 gols, em duas temporadas.

### Hamburgo
No início de 2015, o Hamburgo pagou 1,5 milhão de euros por Díaz, que assinou com o clube da Bundesliga até 30 de junho de 2017.

## Seleção chilena

### Sub-20 e Sub-23
Após não ter sido chamado para participar do Campeonato Sul-Americano Sub-20 de 2005, na Colômbia, foi convocado pelo técnico José Sulantay para representar a Seleção Chilena Sub-20 no Mundial Sub-20 de 2005, na Holanda, onde não jogou em nenhuma partida do torneio. O Chile Sub-20 chegou até as oitavas de final, quando acabaram sendo eliminados pela Seleção do país sede da competição.
Em 2008, foi convocado pela Seleção Chilena Sub-23 para disputar uma série de amistosos na Oceania. Na vitória por 2 a 1 sobre a Seleção Neozelandesa, Díaz marcou um gol.

### Seleção principal
Díaz foi convocado pela primeira vez para a seleção principal em 27 de outubro de 2011 para disputar a segunda e a terceira rodada das Eliminatórias da Copa do Mundo de 2014. Na sua partida de estreia não foi tão bem, sendo substituído no segundo tempo por Milovan Mirosevic, na derrota para o Uruguai por 4 a 0. Já na partida seguinte, na vitória em casa do Chile por 2 a 0 sobre o Paraguai, foi reserva e nem chegou a entrar no decorrer da partida.

## Estatísticas
Até 5 de dezembro de 2015.

### Clubes
| Clube                | Temporada         | Campeonato nacional | Campeonato nacional | Campeonato nacional | Copa nacional[a] | Copa nacional[a] | Copa nacional[a] | Competições continentais[b] | Competições continentais[b] | Competições continentais[b] | Outros torneios[c] | Outros torneios[c] | Outros torneios[c] | Total | Total | Total   |
| Clube                | Temporada         | Jogos               | Gols                | Assist.             | Jogos            | Gols             | Assist.          | Jogos                       | Gols                        | Assist.                     | Jogos              | Gols               | Assist.            | Jogos | Gols  | Assist. |
| -------------------- | ----------------- | ------------------- | ------------------- | ------------------- | ---------------- | ---------------- | ---------------- | --------------------------- | --------------------------- | --------------------------- | ------------------ | ------------------ | ------------------ | ----- | ----- | ------- |
| Universidad de Chile | 2003              | 0                   | 0                   | 0                   | —                | —                | —                | —                           | —                           | —                           | 0                  | 0                  | 0                  | 0     | 0     | 0       |
| Universidad de Chile | 2004              | 0                   | 0                   | 0                   | —                | —                | —                | —                           | —                           | —                           | 0                  | 0                  | 0                  | 0     | 0     | 0       |
| Universidad de Chile | 2005              | 4                   | 0                   | 0                   | —                | —                | —                | 0                           | 0                           | 0                           | 0                  | 0                  | 0                  | 4     | 0     | 0       |
| Universidad de Chile | 2006              | 29                  | 0                   | 0                   | —                | —                | —                | —                           | —                           | —                           | 0                  | 0                  | 0                  | 29    | 0     | 0       |
| Universidad de Chile | 2007              | 37                  | 0                   | 0                   | —                | —                | —                | —                           | —                           | —                           | 0                  | 0                  | 0                  | 37    | 0     | 0       |
| Universidad de Chile | 2008              | 15                  | 1                   | 0                   | 1                | 0                | 0                | —                           | —                           | —                           | 0                  | 0                  | 0                  | 16    | 1     | 0       |
| Universidad de Chile | 2009              | 23                  | 0                   | 1                   | 1                | 0                | 0                | 13                          | 1                           | 0                           | 0                  | 0                  | 0                  | 37    | 1     | 1       |
| Universidad de Chile | 2010              | 5                   | 0                   | 1                   | 2                | 0                | 0                | 2                           | 0                           | 0                           | 0                  | 0                  | 0                  | 9     | 0     | 1       |
| Universidad de Chile | Total             | 113                 | 1                   | 2                   | 4                | 0                | 0                | 15                          | 1                           | 0                           | 0                  | 0                  | 0                  | 132   | 2     | 2       |
| Deportes La Serena   | 2010              | 13                  | 5                   | 0                   | —                | —                | —                | —                           | —                           | —                           | —                  | —                  | —                  | 13    | 5     | 0       |
| Deportes La Serena   | Total             | 13                  | 5                   | 0                   | 0                | 0                | 0                | 0                           | 0                           | 0                           | 0                  | 0                  | 0                  | 13    | 5     | 0       |
| Universidad de Chile | 2011              | 33                  | 1                   | 2                   | 4                | 0                | 0                | 11                          | 1                           | 1                           | 0                  | 0                  | 0                  | 48    | 2     | 3       |
| Universidad de Chile | 2012              | 18                  | 2                   | 6                   | —                | —                | —                | 12                          | 2                           | 2                           | —                  | —                  | —                  | 30    | 4     | 8       |
| Universidad de Chile | Total             | 51                  | 3                   | 8                   | 4                | 0                | 0                | 23                          | 3                           | 3                           | 0                  | 0                  | 0                  | 78    | 6     | 11      |
| Basel                | 2012–13           | 26                  | 4                   | 4                   | 5                | 1                | 1                | 17                          | 2                           | 0                           | —                  | —                  | —                  | 48    | 7     | 5       |
| Basel                | 2013–14           | 19                  | 2                   | 0                   | 3                | 1                | 0                | 11                          | 2                           | 3                           | 0                  | 0                  | 0                  | 33    | 5     | 3       |
| Basel                | 2014–15           | 13                  | 1                   | 0                   | 2                | 0                | 0                | 3                           | 0                           | 0                           | —                  | —                  | —                  | 18    | 1     | 0       |
| Basel                | Total             | 58                  | 7                   | 4                   | 10               | 2                | 1                | 31                          | 4                           | 3                           | 0                  | 0                  | 0                  | 99    | 13    | 8       |
| Hamburgo             | 2014–15           | 6                   | 0                   | 0                   | 2                | 1                | 0                | 0                           | 0                           | 0                           | —                  | —                  | —                  | 8     | 1     | 0       |
| Hamburgo             | 2015–16           | 11                  | 0                   | 0                   | 1                | 0                | 0                | 0                           | 0                           | 0                           | —                  | —                  | —                  | 12    | 0     | 0       |
| Hamburgo             | Total             | 17                  | 0                   | 0                   | 3                | 1                | 0                | 0                           | 0                           | 0                           | 0                  | 0                  | 0                  | 20    | 1     | 0       |
| Total na carreira    | Total na carreira | 252                 | 16                  | 14                  | 21               | 3                | 1                | 69                          | 8                           | 6                           | 0                  | 0                  | 0                  | 342   | 27    | 21      |

- a. ^ Jogos da Copa Chile, Copa da Suíça e Copa da Alemanha
- b. ^ Jogos da Copa Libertadores, Copa Sul-Americana, Liga dos Campeões da UEFA e Liga Europa da UEFA
- c. ^ Jogos da Copa Gato, Copa Ciudad Viña del Mar, Copa Ciudad de La Serena, Copa BancoEstado e Uhrencup

### Seleção Chilena
Abaixo estão listados todos jogos e gols do futebolista pela Seleção Chilena, desde as categorias de base. Abaixo da tabela, clique em expandir para ver a lista detalhada dos jogos de acordo com a categoria selecionada.
Sub-20
| Ano   |       |      |         |       |
| Ano   | Jogos | Gols | Assist. | Média |
| ----- | ----- | ---- | ------- | ----- |
| 2005  | 7     | 0    | 0       | 0     |
| Total | 7     | 0    | 0       | 0     |

Sub-23
| Ano   |       |      |         |       |
| Ano   | Jogos | Gols | Assist. | Média |
| ----- | ----- | ---- | ------- | ----- |
| 2008  | 1     | 1    | 0       | 1     |
| Total | 1     | 1    | 0       | 1     |

|    | Data               | Local                     | Resultado | Adversário    | Gols | Assist. | Competição |
| -- | ------------------ | ------------------------- | --------- | ------------- | ---- | ------- | ---------- |
| 1. | 2 de julho de 2008 | Wellington, Nova Zelândia | 2–1       | Nova Zelândia | 1    | 0       | Amistoso   |

Seleção principal

| Ano   |       |      |         |       |
| Ano   | Jogos | Gols | Assist. | Média |
| ----- | ----- | ---- | ------- | ----- |
| 2011  | 1     | 0    | 0       | 0     |
| 2012  | 8     | 0    | 0       | 0     |
| 2013  | 10    | 0    | 1       | 0     |
| 2014  | 12    | 1    | 1       | 0,08  |
| 2015  | 11    | 0    | 1       | 0     |
| 2016  | 9     | 0    | 0       | 0     |
| Total | 51    | 1    | 0       | 0,02  |

Seleção Chilena (total)
| Ano   |       |      |         |       |
| Ano   | Jogos | Gols | Assist. | Média |
| ----- | ----- | ---- | ------- | ----- |
| 2005  | 7     | 0    | 0       | 0     |
| 2008  | 1     | 1    | 0       | 1     |
| 2011  | 1     | 0    | 0       | 0     |
| 2012  | 8     | 0    | 0       | 0     |
| 2013  | 10    | 0    | 1       | 0     |
| 2014  | 12    | 1    | 1       | 0,08  |
| 2015  | 11    | 0    | 1       | 0     |
| 2016  | 9     | 0    | 0       | 0     |
| Total | 59    | 2    | 3       | 0,04  |

## Títulos
Universidad de Chile
- Copa Gato: 2003–V, 2004–I, 2004–II, 2004–III, 2004–V, 2004–VI, 2005–II, 2006, 2007–II, 2007–VI, 2009 e 2011–I
- Copa Ciudad Viña del Mar: 2007
- Copa Ciudad de La Serena: 2008
- Campeonato Chileno: 2009–A, 2011–A, 2011–C e 2012–A
- Copa BancoEstado: 2010
- Copa Sul-Americana: 2011

Basel
- Super Liga Suíça: 2012–13 e 2013–14
- Uhrencup: 2013

Racing
- Campeonato Argentino: 2018–19

Seleção Chilena
- Copa América: 2015, 2016

### Prêmios individuais
- Bola de Ouro da ANFP: 2011
- Melhor volante central no Chile pelo SIFUP: 2012
- Seleção da Copa Libertadores: 2012
- Seleção da Copa América: 2015